# الدوري الفنلندي الممتاز 1993
الدوري الفنلندي الممتاز 1993 (بالفنلندية: Veikkausliigan kausi 1993) هو موسم من الدوري الفنلندي الممتاز. فاز فيه نادي جاز.